# Eriobotrya fragrans
Eriobotrya fragrans är en rosväxtart som beskrevs av John George Champion och George Bentham. Eriobotrya fragrans ingår i släktet eriobotryor, och familjen rosväxter.

## Underarter
Arten delas in i följande underarter:
- E. f. fragrans
- E. f. furfuracea